# Maria Sobocińska (aktorka)
Maria Sobocińska (ur. 24 lutego 1994) – polska aktorka filmowa, teatralna i telewizyjna.

## Życiorys
Jest córką aktorki Hanny Mikuć i operatora filmowego Piotra Sobocińskiego. W 2018 ukończyła studia na Wydziale Aktorskim Akademii Teatralnej w Warszawie.
Debiutowała w 2016 w filmie Wojciecha Smarzowskiego pt. Wołyń. W 2018 zagrała w jego filmie pt. Kler. Rok później wcieliła się w główną rolę kobiecą, maturzystki Dagny, w filmie Pan T., za którą otrzymała nominację do Orła. W 2021 była ponownie nominowana do Orła, tym razem za drugoplanową rolę kobiecą w filmie Wszystko dla mojej matki (2020). W 2021 zagrała główną rolę Pauliny Malinowskiej w serialu Netflixa Sexify.

## Filmografia
| Rok       | Tytuł                      | Rola                              | Uwagi                                                                                        |
| --------- | -------------------------- | --------------------------------- | -------------------------------------------------------------------------------------------- |
| 2016      | Wołyń                      | Helena Głowacka-Huk, siostra Zosi |                                                                                              |
| 2018      | Komisarz Alex              | Milla Grodecka                    | odc. 138                                                                                     |
| 2018      | Kler                       | zakonnica                         |                                                                                              |
| 2018      | Miłość jest wszystkim      | córka Elżbiety Wojnar             |                                                                                              |
| 2019      | Stulecie Winnych           | Zosia                             |                                                                                              |
| 2019      | Zasada przyjemności        | Helena                            | odc. 10                                                                                      |
| 2019      | Pułapka                    | pracownica fundacji Rakowców      | odc. 8                                                                                       |
| 2019      | Pół wieku poezji później   | Stokrotka                         |                                                                                              |
| 2019      | Pan T.                     | maturzystka Dagna                 | nominacja do nagrody za najlepszą główną rolę kobiecą na 22. ceremonii wręczenia Orłów       |
| 2020      | Wszystko dla mojej matki   | Agnes                             | nominacja do nagrody za najlepszą drugoplanową rolę kobiecą na 23. ceremonii wręczenia Orłów |
| 2021–2023 | Sexify                     | Paulina Malinowska                |                                                                                              |
| 2021      | Kruk. Czorny woron nie śpi | Klaudia Dereń                     |                                                                                              |
| 2021      | Wesele                     | Inka                              |                                                                                              |
| 2022      | Behawiorysta               | Emilia Edling                     |                                                                                              |
| 2024      | Drużyna AA                 | Karolina                          |                                                                                              |
| 2025      | Dom dobry                  | Magda                             |                                                                                              |